# Eastleigh Football Club
Eastleigh Football Club é um clube de futebol profissional da Inglaterra, com sede na cidade de Eastleigh, Hampshire. Fundado em 1892 (133 anos), disputa a Conferência Nacional, equivalente à quinta divisão do futebol inglês. Tem como estádio o Courage Stadium, estádio este com capacidade para 5 192 torcedores. Na época a seguir na Sky League 2 o Eastleigh conseguiu a promoção através de um terceiro lugar.

## Conquistas
- National League South: 1

2013–14
- Wessex League Premier Division: 1

2002–03
- Hampshire League Division Two: 1

1967–70
- Hampshire League Division Three: 1

1950–51, 1953–54
- Southampton Senior League (West): 1

1949–50
- Russell Cotes Cup: 1

2005
- Hampshire Intermediate Cup: 1

1951
- Hampshire Midweek Floodlit Cup: 1

1979
- Hampshire Senior Cup: 1

2012